# Yes (Sam Feldt)
Yes is een nummer van de Nederlandse dj Sam Feldt uit 2017, ingezongen door de Senegalese zanger Akon. Het is de tweede single van Sunrise, het debuutalbum van Feldt.
"Yes" is een zomers tropcial housenummer met een vrolijk geluid. In het nummer zingt Akon over een vrouw tot wie hij zich aangetrokken voelt. Hij kan niet wachten om er met haar vandoor te gaan. De plaat werd een klein succesje in Nederland, waar het de 11e positie in de Tipparade bereikte. Ook in Vlaanderen kwam het tot de Tipparade.

## Tracklijst
Muziekdownload
1. "Yes" - 2:30